# Sericopelma
Genre
Sericopelma est un genre d'araignées mygalomorphes de la famille des Theraphosidae.

## Distribution
Les espèces de ce genre se rencontrent en Amérique centrale, en Amérique du Sud et au Mexique.

## Liste des espèces
Selon World Spider Catalog (version 16.5, 6/11/2015) :
- Sericopelma angustum (Valerio, 1980)
- Sericopelma commune F. O. Pickard-Cambridge, 1897
- Sericopelma dota Valerio, 1980
- Sericopelma embrithes (Chamberlin & Ivie, 1936)
- Sericopelma fallax Mello-Leitão, 1923
- Sericopelma ferrugineum Valerio, 1980
- Sericopelma generala Valerio, 1980
- Sericopelma immensum Valerio, 1980
- Sericopelma melanotarsum Valerio, 1980
- Sericopelma panamanum (Karsch, 1880)
- Sericopelma panamense (Simon, 1891)
- Sericopelma rubronitens Ausserer, 1875
- Sericopelma silvicola Valerio, 1980
- Sericopelma upala Valerio, 1980

## Publication originale
- Ausserer, 1875 : Zweiter Beitrag zur Kenntniss der Arachniden-Familie der Territelariae Thorell (Mygalidae Autor). Verhandlungen der kaiserlich-königlichen zoologisch-botanischen Gesellschaft in Wien, vol. 25, p. 125-206 (texte intégral).